# Podwole (Słupia)
Podwole – część wsi Słupia w Polsce, położona w województwie świętokrzyskim, w powiecie koneckim, w gminie Słupia Konecka.
W latach 1975–1998 Podwole położone było w województwie kieleckim.